# Lag om distansavtal och avtal utanför affärslokaler
Lag om distansavtal och avtal utanför affärslokaler (2005:59 )  (tidigare distans- och hemförsäljningslagen) reglerar rättsligt Internethandel, postorder- och telefonförsäljning från och med den 1 april 2005. Den 13 juni 2014 trädde en större omarbetning av lagen i kraft vilket bland annat medförde byte till det nuvarande namnet på lagen. Lagen ersatte den tidigare lagen om konsumentskydd vid distansavtal och hemförsäljningsavtal (distansavtalslagen).
Lagen innehåller bestämmelser om konsumentskydd vid distansavtal om varor och icke-finansiella tjänster, distansavtal om finansiella tjänster och finansiella instrument och hemförsäljningsavtal. Lagen gäller då näringsidkare idkar försäljning till konsument på distans eller utanför en affärslokal. Lagen är tvingande, vilket innebär att dess bestämmelser inte kan avtalas bort om inte det är till fördel för konsumenten. 
Om man köper en vara eller en tjänst på postorder, av en telefonförsäljare, på Internet eller vid hemförsäljning, har man som konsument enligt lagen om distansavtal och avtal utanför affärslokaler 14 dagars ångerrätt vid handel inom Sverige. Det kan jämföras med att en konsument som handlar i en affär inte har någon lagstadgad rätt att ångra köpet. Lagen om distansavtal och avtal utanför affärslokaler innehåller även en informationsskyldighet för försäljaren, ett krav på att säljaren ska ge konsumenten tydlig information om bland annat att ångerrätten gäller samt hur man skall gå till väga för att utnyttja den. Försäljaren har även en skyldighet att tillhandahålla det material som behövs för att utöva ångerrätten.
Lagen gäller inte för avtal utanför affärslokaler om värdet är under 400 kronor. Hit räknas till exempel hemförsäljning men inte avtal över internet (som benämns distansavtal).
Distans- och hemförsäljningslagen gäller inte vid så kallad canvasförsäljning. Med canvasförsäljning avses bland annat gatuförsäljning eller försäljning i anslutning till ett köpcentrum. Ångerrätten infördes i hemförsäljningslagen vid dess skapelse på 1970-talet främst på grund av alla dammsugarförsäljare som vid den tiden ringde på i de svenska hemmen. Gatuförsäljning undantogs dock från ångerrätten och är alltjämt undantagen. Däremot har konsumenter i de övriga nordiska länderna ångerrätt även vid canvas-/gatuförsäljning. Handlar man något på Strøget i Köpenhamn eller Karl Johan i Oslo har man således rätt att ångra köpet men om man handlar samma sak på Kungsgatan i Stockholm saknas ångerrätt. Vissa företag ger dock självmant ångerrätt även vid canvas-/gatuförsäljning i Sverige i stället för den lagstadgade rätten. Företagen bestämmer då själva villkoren för ångerrätten. Gatuförsäljning är ett ökande fenomen och därmed ökar även problem i samband med gatuköpen. Under fjärde kvartalet 2007 hade Konsumenternas tele- och internetbyrå 122 ärenden som gällde gatuförsäljning. Motsvarande siffra för andra och tredje kvartalet var 85 respektive 84 ärenden. Konsumentombudsmannen (KO) anser att en lagändring så att även canvasförsäljning omfattades av distans- och hemförsäljningslagen skulle vara till godo också för försäljarna. "De (försäljarna) skulle framstå i bättre dager om kunden vet att det går att häva avtalet" har Gunnar Larsson från KO uttalat. Han har vidare uppgett att en sådan lagändring med enkelhet låter sig genomföras och skulle ge ett betydligt starkare civilrättsligt skydd för konsumenter.